# Ehud Goldwasser
Ehud Goldwasser (hebrejsky אהוד גולדווסר‎, ‎ 18. července 1975 – cca červenec 2006?) byl izraelský voják a seržant první třídy, který byl 12. července 2006 spolu s Eldadem Regevem unesen libanonským ší'itským hnutím Hizballáh poblíž severoizraelské vesnice Zar'it. Únos obou vojáků vedl k vypuknutí druhé libanonské války.
V červenci 2008 Izrael získal v rámci výměny vězňů s Hizballáhem ostatky Goldwassera a Regeva. Pitva prokázala, že oba vojáci zemřeli při přestřelce, přičemž Goldwasser utrpěl smrtelné zranění hrudníku od RPG.

## Život
Narodil se v severoizraelské Nahariji a jako dítě žil s rodiči (Šlomo a Mickey) a dvěma mladšími bratry v Jihoafrické republice. Byl absolventem Technionu - Izraelského technologického institutu v Haifě, kde vystudoval bakalářský obor environmentálního inženýrství. V roce 2005 se oženil s Karnit; ta se po jeho únosu zapojila do celosvětové kampaně za jeho propuštění. V září 2006 na její žádost věnovala skupina Aerosmith na svém newyorském koncertě Ehudovi píseň Dream On. Zajímal se o ochranu životního prostředí, motocykly, plachtění a fotografování.

### Únos

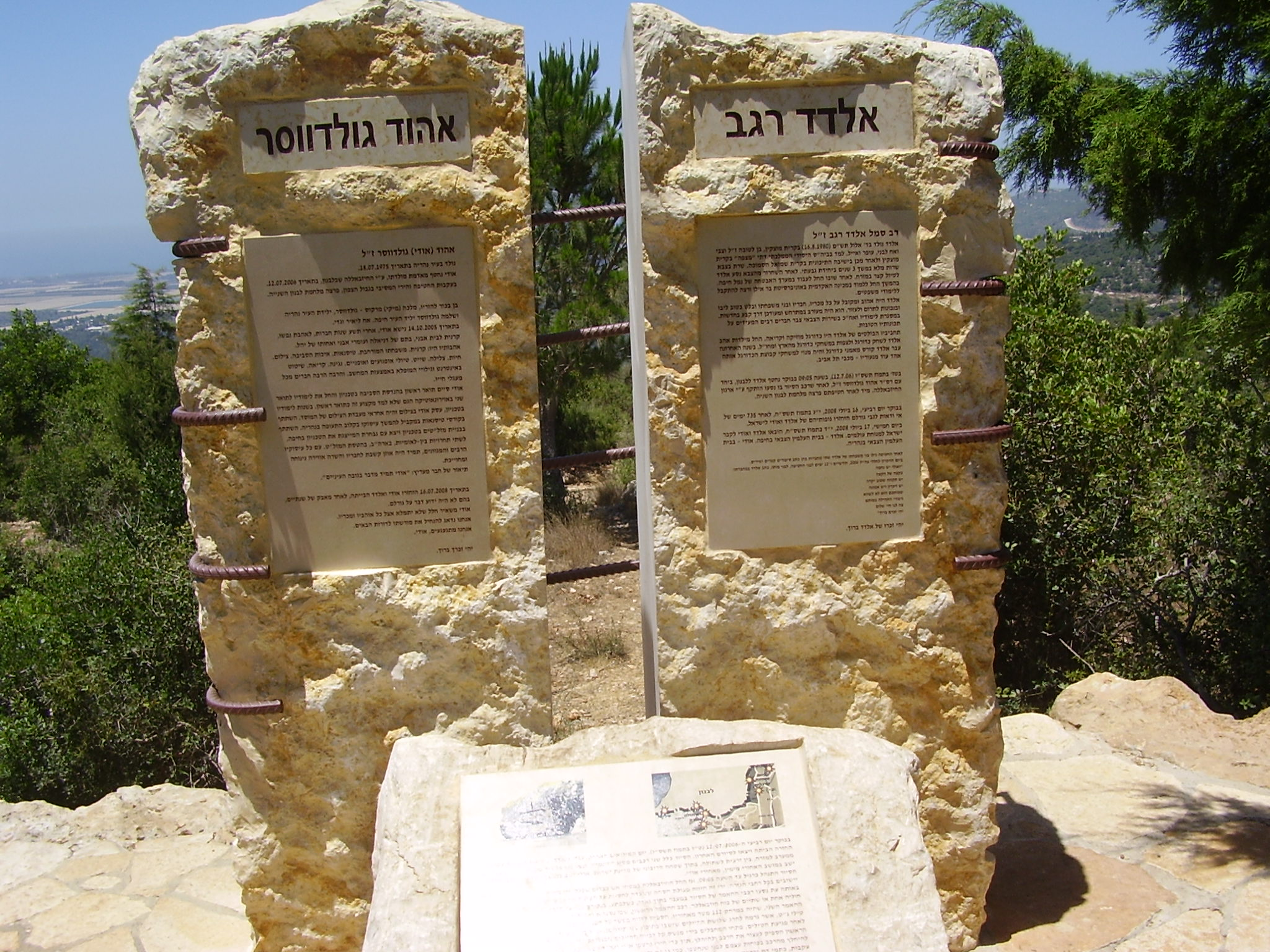
Regevův a Goldwasserův památník v parku u kibucu Adamit

V 9.00 místního času dne 12. července 2006 zahájil Hizballáh diverzní raketové a minometné útoky na izraelské vojenské pozice poblíž pobřeží, hraniční vesnice Zar'it a města Šlomi. Při útoku bylo zraněno pět civilistů, zasaženo bylo celkem 6 vojenských stanovišť a monitorovací kamery byly vyřazeny z provozu. Ve stejnou chvíli pronikla skupina příslušníků Hizballáhu přes hranici a nástražnými výbušnými systémy a protitankovými střelami zaútočila na dvě obrněná Humvee izraelské armády hlídkující na vrchu Har Amiram u vesnice Zar'it, přičemž tři vojáky zabili, dva zranili a dva (Goldwassera a Regeva) zajali. Po potvrzení zajetí dvou vojáků byl do oblasti vyslán vrtulník, obrněný transportér a tank Merkava Mk III, který byl zasažen velkou pozemní minou, což způsobil smrt všech čtyř členů jeho osádky. Další voják byl zabit a dva lehce zraněni při minometné střelbě, když se pokoušeli vyprostit jejich těla.
Izraelský premiér Ehud Olmert označily útoky a únos vojáků za válečný akt. V následné druhé libanonské válce, která trvala do 14. srpna téhož roku, se však nepodařilo ani nalézt zajaté vojáky, ani výrazně oslabit Hizballáh. V Izraeli dopadla mimořádně silná kritika především na hlavu premiéra Olmerta a ministra obrany Amira Perece, neušel jí ale ani náčelník Generálního štábu Dan Chaluc. Vládou ustanovená Winogradova komise označila za viníky izraelského neúspěchu Olmerta, Perece i Chaluce (poslední zmíněný pod tlakem veřejnosti rezignoval).

### Výměna vězňů
V roce 2008 byla za zprostředkování Spolkové zpravodajské služby dojednána dohoda mezi Izraelem a Hizballáhem, která zahrnovala předání Goldwassera a Regeva. Její součástí bylo dále předání informací o osudu izraelského navigátora Rona Arada, který je od roku 1986 nezvěstný v boji poté, co se katapultoval nad jižním Libanonem. Izrael naproti tomu předal Hizballáhu zprávu o osudu 4 íránských diplomatů, kteří v roce 1982 zmizeli v Libanonu (podle této zprávy byli mučeni a následně zabiti křesťanskými falangisty). Dále pak ostatky 199 padlých příslušníků Hizballáhu z druhé libanonské války a propustil pět libanonských vězňů, a to včetně Samira Kuntara, který si odpykával několikanásobný doživotní trest odnětí za brutální vraždu izraelských civilistů a policisty. Jeho propuštění způsobilo v Izraeli mimořádnou nevoli a kritiku si dohoda vysloužila i od ředitele Mosadu Me'ira Dagana.
K předání došlo za dohledu Mezinárodního červeného kříže na hraničním přechodě Roš ha-nikra. Až do té doby nebylo jasné, zdali jsou oba vojáci skutečně mrtví, neboť tuto skutečnost Hizballáh nikdy nepotvrdil. Předání byl přítomen i vrchní vojenský rabín Jisra'el Weiss, který k ostatkům poznamenal: „včerejší ověřovací proces byl velmi pomalý, jelikož i když jsme si mysleli, že byl nepřítel na živých i mrtvých krutý, byli jsme překvapeni, když jsme otevřeli rakve a zjistili, jak moc krutý.“

### Pohřeb
Goldwasser byl pohřben den po proběhnuvší výměně v 10.00 místního času na hřbitově v Nahariji, tedy den před jeho narozeninami. Šlo o formální vojenský pohřeb a jeho rakev, zahalenou do izraelské vlajky, nesli vojáci z elitní pěchotní brigády Golani. Krátce po obřadu navštívil rodinu prezident Šimon Peres, který po příjezdu prohlásil „Přijel jsem jménem izraelského lidu, abych vzdal čest Udimu [Ehudovi] a jeho odvážné rodině, která vedla nekompromisní a spravedlivý boj za jeho návrat domů.“